# Parc national de Nimule
Le parc national de Nimule (anglais : Nimule National Park) est un parc national situé dans l'état de l'Équatoria-Oriental au Soudan du Sud. Il a obtenu le statut de parc national en 1954.